# Panzerkampfwagen E-100
Panzerkampfwagen E-100 – niemiecki prototypowy czołg superciężki opracowany w końcowej fazie II wojny światowej. Pojazd zaprojektowano w ramach programu Entwicklungsserie, mającego na celu opracowanie serii pojazdów pancernych różnych typów, możliwie uproszczonych i zestandaryzowanych.
Początek prac nad czołgiem miał miejsce w 1943 roku, ale już w 1944 roku na rozkaz Adolfa Hitlera porzucono projekt. Przedsiębiorstwo Henschel, prowadzące nad nim prace, w ograniczonym zakresie kontynuowało jego rozwój do końca wojny. Wyprodukowano jedynie kadłub, na którym według planów miała być osadzona zmodyfikowana wieża czołgu Maus z działem 12,8 KwK. Rozważano też dalsze modyfikacje w celu montowania armat większego kalibru. W czerwcu 1945 roku kadłub został przejęty przez wojska brytyjskie, które przetransportowały go do Wielkiej Brytanii w celu oceny konstrukcji. Następnie kadłub został zezłomowany.

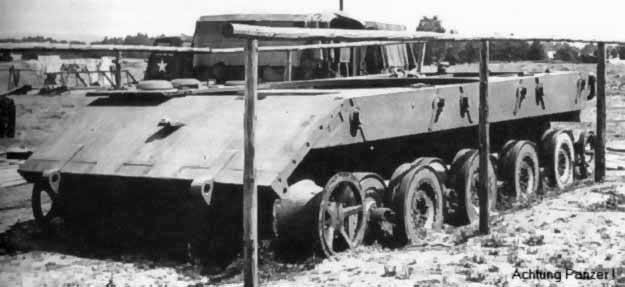
Kadłub E-100